# Mikwe

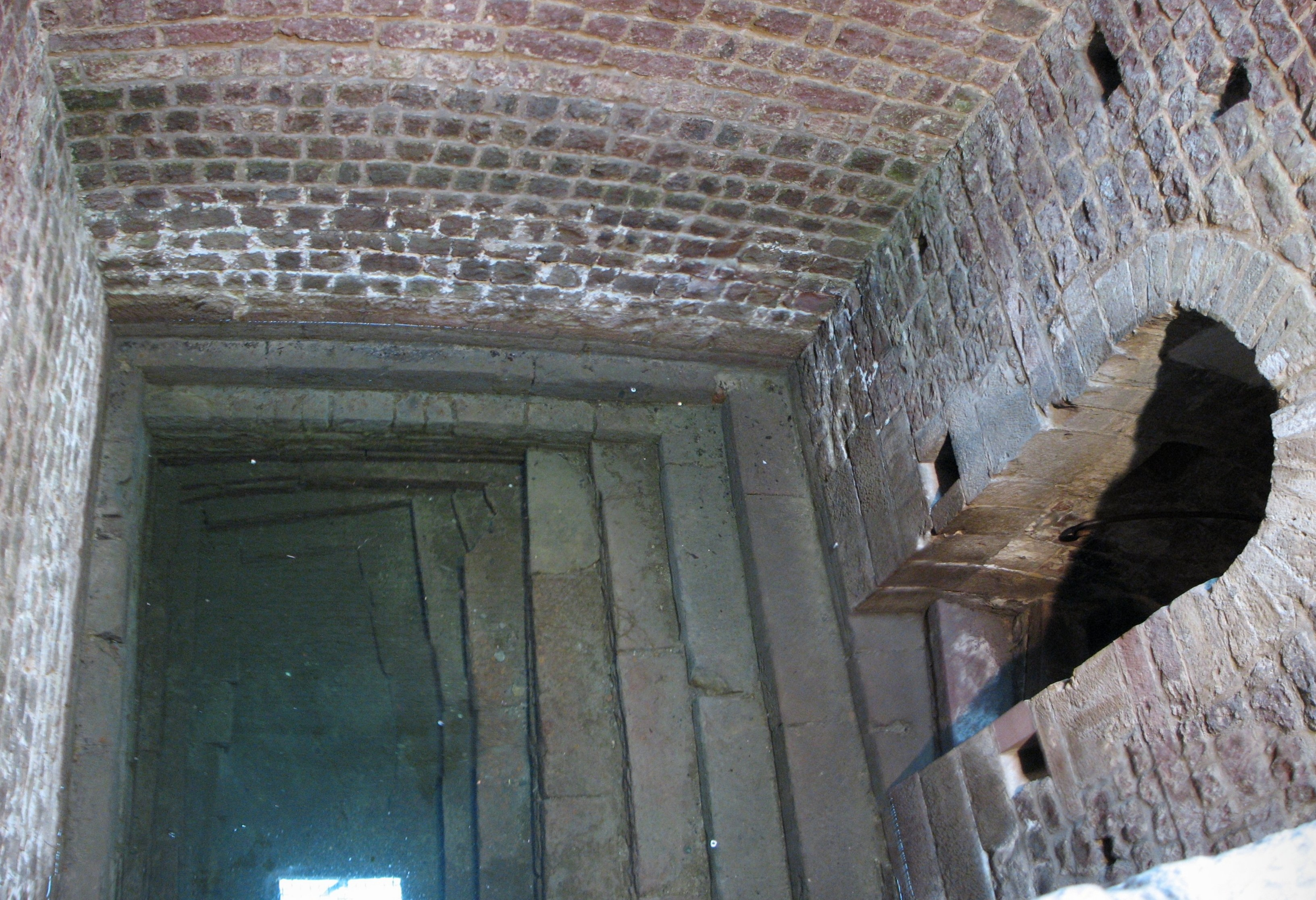
Becken der Mikwe im Judenhof Speyer, erbaut um 1128

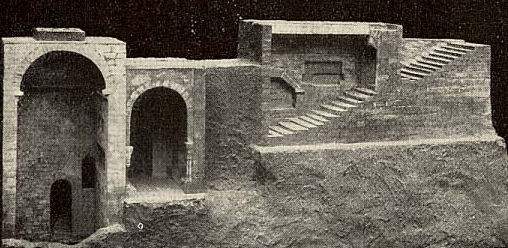
Modell der Mikwe im Judenhof Speyer

Mikwe (hebräisch מִקְוֶה oder מקווה, Mehrzahl מִקְוֶוֹת oder מִקְוָאות Mikwaot; von קוה „zusammenfließen“), deutsch früher Judenbad, bezeichnet im Judentum das Tauchbad, dessen Wasser der Erlangung ritueller Reinheit durch Untertauchen dient. Die dadurch erreichte Hygiene war ein gesundheitlich positiver Nebeneffekt. Eine Mikwe dient – durch Untertauchen in entsprechendes Wasser – der rituellen Reinigung von Personen und Gegenständen, die im religiösen Sinne „unrein“ geworden sind oder die sich noch nicht in einem Zustand der „spirituellen Reinheit“ befinden.

## Religiöser Hintergrund
Für die jüdische Religion, wie sie in der Tora bzw. im Talmud fundiert ist, wird in der „handlungsbegleiteten Welt“ zwischen der „Reinheit“ (hebräisch טהר „rein“) und der „Unreinheit“ (hebräisch טמא, „unrein“) unterschieden.
Im jüdisch-religiösen Kontext führen bestimmte Handlungen, Gegenstände oder Zustände zu der Vorstellung von „Unreinheit“, die dann einerseits eine Teilnahme am Kult oder am Leben in der Gemeinschaft verhindern. Der Zustand der rituellen Reinheit ist gleichzeitig eine Voraussetzung für die Kommunikation mit dem „Ewigen“ (JHWH), es ist der Zustand eines Menschen, dass er dem „Ewigen“ nahekommen kann.
Die rituelle Reinigung konnte bis zur Zerstörung des Tempels durch kultische Handlungen (Opfergaben) stattfinden, heute auch durch Untertauchen oder Waschung.

## Technische Voraussetzungen

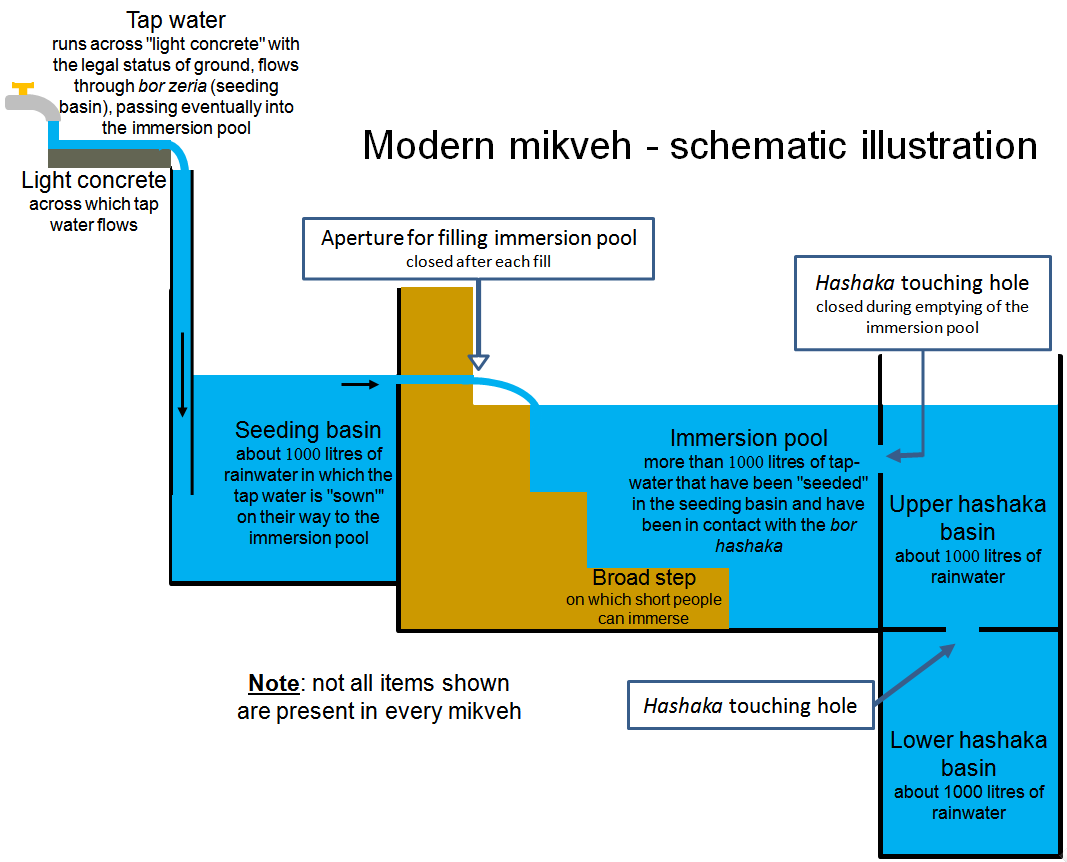
Schema einer modernen Mikwe, (Schnittzeichnung), Bezeichnungen in Englisch

Für eine Mikwe-Anlage gelten besondere Regeln, so muss sie sieben Stufen haben, die hinab ins Wasser führen, sowie ein Mindestfassungsvermögen von etwas mehr als 500 Litern. Für den korrekten Vollzug der tewilah (hebräisch טְבִילָה Tevilah, deutsch ‚Untertauchen‘) beträgt das benötigte Wasservolumen idealerweise 800 Liter. Das Wasser muss „lebendiges Wasser“ (hebräisch מים חיים majim chajim), also lebendiges, fließendes Wasser sein. Dieses muss aus „natürlichen Quellen“ entstammen, wie es etwa bei Fluss-, Regen- oder Meerwasser der Fall ist. Es darf nicht gepumpt oder geschöpft worden sein. Daher wurden vielerorts Grundwassermikwaot gebaut, die meist unter der Erde auf der Höhe des lokalen Grundwasserspiegels lagen. In der Neuzeit wird oft auch aufgefangenes Regenwasser verwendet.

## Geschichte
Früher gehörte zu jeder jüdischen Gemeinde ein rituelles Tauchbad. Im Jahr 2020 wurde in Jerusalems Ortsteil Gethsemane eine Mikwe entdeckt, die schon zu Zeiten Jesu existierte.

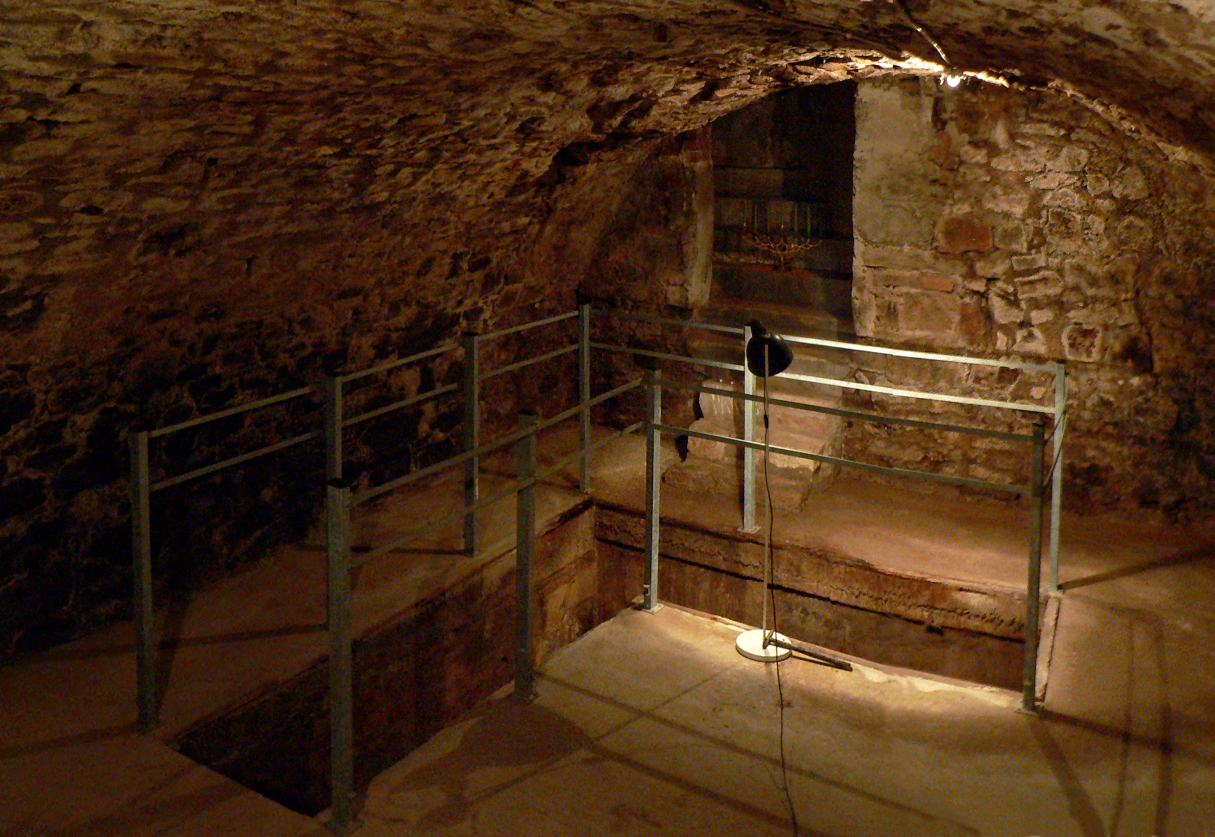
Etwa 3 m tiefe Mikwe der früheren jüdischen Gemeinde Hannoversch Münden im Tonnengewölbe unter einem Fachwerkhaus

In Deutschland lassen sich noch an über 400 Orten – beispielsweise in Andernach, Friedberg (Hessen), Erfurt, Köln, Petershagen, Sondershausen, Speyer, Worms – Mikwaot nachweisen.
Die in Rothenburg ob der Tauber entdeckte Mikwe ist Deutschlands einzige noch erhaltene mittelalterliche Anlage in einem auch aus dieser Epoche stammenden Gebäude. Sie stammt spätestens aus dem Jahr 1409.
In der Mikwe in Rotenburg an der Fulda wurden neben einem neuzeitlichen Badebassin (1835/1925) ein Grundwassertauchbad aus dem 17. Jahrhundert und ein separater Schacht zum Toweln (rituellen Eintauchen) von Küchengeräten gefunden.
Eine von mehreren erhaltenen Mikwaot in Fürth, das auch „fränkisches Jerusalem“ genannt wurde, ist im Jüdischen Museum Franken zu besichtigen.
In Kirchheim (Unterfranken), in dem vom 16. Jahrhundert bis 1908 eine kleine jüdische Landgemeinde bestand, wurde 1993 in einem 1667 erbauten Haus eine Mikwe entdeckt.
Die Kellermikwe aus dem 13. Jahrhundert, die in Sondershausen gefunden wurde, gilt als eines der ältesten Zeugnisse des Judentums in Thüringen.
Im Februar 2022 wurde bei Bauarbeiten in Chemnitz eine Mikwe aus der Zeit des 15. Jahrhunderts entdeckt. Diese gilt als erster archäologischer Fund einer Mikwe in Sachsen. Sie soll später, nach Abschluss der Bauarbeiten auf dem zentralen Johannisplatz, der Öffentlichkeit präsentiert werden.
Das Humberghaus in Dingden verfügt über eine Regenwasser-Mikwe, die von außen über eine Regenrinne gespeist wurde. Das Becken hat keinen Abfluss und ist original wasserdicht verputzt. Die Mikwe war privat errichtet worden, da die nächste Synagoge weit entfernt war. Das Rheinische Denkmalamt urteilt: „Von besonderer bauhistorischer Bedeutung ist der Befund einer Mikwe.“
Zu Beginn des 19. Jahrhunderts gerieten die sowohl jüdischen als auch die christlichen Tauchbäder in den Blickpunkt der Behörden. Auslöser war eine Schrift des jüdischen Arztes Moritz Mombert, in der die mangelnde Sauberkeit und die geringe Temperatur von „Kellerquellenbädern“ als angebliche Krankheitsquelle benannt wurde. Dies führte in der Folge vielerorts zur Forderung nach neuen und beheizbaren Tauchbädern.

## Vorschriften und Brauchtum

### Orthodoxes, konservatives und liberales Judentum
Im orthodoxen und konservativen Judentum ist der Besuch der Mikwe vorgeschrieben, wenn eine verheiratete Frau ihre Menstruation oder eine Entbindung hinter sich hat. Den ersten Besuch in der Mikwe absolviert die Frau als Braut, meistens am Vorabend des Hochzeitstages. Dieses Ereignis feiert sie traditionell mit Freundinnen und weiblichen Mitgliedern der Familie. Das Gebot „Nidda we’ Twila“ (Trennungszeit und Untertauchen in der Mikwe) gilt, bevor eine jüdische Frau Verkehr mit einem Mann hat oder haben will – unabhängig vom Status der Beziehung. Jenseits der Menopause muss die Mikwe nicht mehr monatlich aufgesucht werden.
Das Untertauchen in der Mikwe ist für eine Konversion zum Judentum der orthodoxen, konservativen und liberalen Richtung sowohl für Männer als auch für Frauen Bedingung.
Bei der rituellen Reinigung darf nichts Fremdes am Körper sein, den vollständigen Kontakt des Wassers mit dem Körper darf nichts verhindern. So sind jegliche Art von Bekleidung und auch Schmuck, Lippenstift, Nagellack und Ähnliches vor dem Baden abzulegen. Ebenso ist eine vorherige Körperreinigung unerlässlich. Es muss darauf geachtet werden, dass der gesamte Körper mitsamt den Haaren untergetaucht wird. Den Vorgang des vollständigen Untertauchens bezeichnet man als Tewila oder Twila (hebr. טְבִילָה).
Ein Sofer (Schreiber religiöser Schriften) ist verpflichtet, sich durch Untertauchen in der Mikwe in einen Zustand vollständiger ritueller Reinheit zu versetzen, bevor er in einer Torarolle den Gottesnamen schreibt. Ansonsten ist der Besuch der Mikwe nur noch für Frauen vorgeschrieben. Im ultraorthodoxen Judentum wird die Mikwe jedoch teilweise auch von Männern vor Beginn des Schabbats oder von Feiertagen, besonders vor dem Versöhnungstag, zum Untertauchen benutzt.
Daneben wird die Mikwe zum Toweln von Geschirr (Tewilat Kelim) vor der ersten Benutzung verwendet. Allerdings erfolgt dies üblicherweise in einem gesonderten Becken. Im orthodoxen Judentum ist das Eintauchen von Glas- und Metallwaren vor dem ersten Gebrauch Voraussetzung für die Zubereitung und den Genuss koscheren Essens. Ist keine Mikwe vorhanden, kann die Pflicht zum Untertauchen auch im Meer, in einem See, einem Fluss oder einem tieferen Bach erfüllt werden.
Das bedeutet die Pflicht zum Untertauchen, der Tevila (hebräisch טְבִילָה ṭəḇîlâ), das Eintauchen des gesamten Körpers zum Zwecke der rituellen Reinheit, Tahor (hebräisch טהור tahor) hat eine höhere Wertigkeit und ist nicht auf ein etwa gemauertes Tauchbecken angewiesen.
Die rituelle Reinheit kann wiedererlangt werden durch das Eintauchen in „lebendiges Wasser“. „Natürlich vorkommendes lebendiges Wasser“ ist Wasser, das aus den Quellen der Tiefe kommt und dahin fließt; diese Art von lebendigem Wasser wird Quelle oder Ma'ayan (hebräisch מעיין) genannt. Es sind die Bäche und Flüsse, ein See, durch den sie hindurchfließen, das mit ihnen in Verbindung stehende Grundwasser und letztlich auch das Meer. Solche Wasseransammlungen werden Miqweh (hebräisch מקוה) genannt. Es ist aber möglich, dieses natürlich vorkommende lebendige Wasser artifiziell zu bevorraten, etwa in einem gemauerten Tauchbecken.
Vor dem Eintauchen sind alle Gegenstände zu kaschern sowie alle Etiketten, Klebstoffe, Rostspuren, Unreinheiten oder Essensreste zu entfernen. Die Vorschriften für die Durchführung sind sehr detailliert.
Als rituell unrein gelten nach jüdischer Tradition zum Beispiel Tote. Wer mit einem Toten in Berührung kommt, wird dadurch unrein und musste sich zur Zeit des Tempels in Jerusalem von dieser Unreinheit reinigen („Rote Kuh“). Auch gewisse Körperflüssigkeiten verursachen rituelle Unreinheit.

### Reformjudentum
Obwohl der Besuch der Mikwe im konservativen und liberalen Judentum für Frauen vorgeschrieben ist, wird das Gebot praktisch nur von strikt orthodoxen Frauen befolgt. In jüngster Zeit gibt es Anstrengungen, den Besuch der Mikwe auch unter nicht streng religiösen Frauen zu propagieren – selbst im Reformjudentum amerikanischer Prägung, das traditionell keine Mikwe kennt. So werden neue, nicht in der Halacha begründete Verwendungen der Mikwe geschaffen, was mancherorts zum Bau von neuen Mikwaot führt.

## Aktuelle Situation in Deutschland

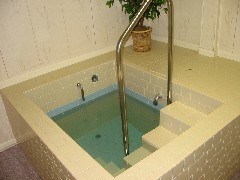
Moderne Mikwe

Die Mikwen sind moderne beheizte Badeanlagen, von denen es in den über 100 jüdischen Gemeinden Deutschlands gegenwärtig knapp 30 gibt. In Berlin existieren drei funktionierende Mikwen, eine im Chabad-Haus, eine neben der orthodoxen Synagoge in der Joachimsthaler Straße (bei der das Wasser aus 42 m Tiefe heraufgepumpt wird) und eine in der Oranienburger Straße (die ihr Wasser aus einem Wassertank auf dem Dach erhält).
Die in jüngerer Zeit neu errichteten Synagogen und Gemeindezentren haben meist auch ein Tauchbad. In Bad Segeberg in Schleswig-Holstein, mit einer jüdischen Gemeinde von 150 Mitgliedern, besteht seit 2002 eine Synagoge mit einer Mikwe. Ermöglicht wurde der Bau durch die Stiftung „Holsteins Herz“. Betrieben wird die Mikwe nicht mit Grund-, sondern mit Regenwasser. In Konstanz, wo früher die Gemeindemitglieder den Bodensee für ihre Ritualtauchbäder nutzten, wurde im Sommer 2008 eine Mikwe eingeweiht. Der 300.000 Euro teure Bau wurde privat finanziert. Das Wasser kommt aus einem Auffangbecken für Regenwasser auf dem Dach des Gebäudes.